# Botschaft der Vereinigten Staaten in Bukarest
Die Botschaft der Vereinigten Staaten in Bukarest ist die diplomatische Vertretung der Vereinigten Staaten von Amerika in Rumänien.

## Geschichte
Die Vereinigten Staaten nahmen 1880 diplomatische Beziehungen zu Rumänien auf, nachdem Rumänien im Vertrag von Berlin seine Unabhängigkeit vom Osmanischen Reich anerkannt hatte. Der erste Botschafter, Eugene Schuyler, wurde 1880 ernannt und anschließend erneut akkreditiert, als Rumänien 1881 zum Königreich erklärt wurde. Die diplomatischen Beziehungen wurden 1941 während des Zweiten Weltkriegs abgebrochen und 1947 wiederhergestellt.
Während des Kalten Krieges blieben die Beziehungen unter der Sozialistischen Republik Rumänien von 1947 bis 1989 angespannt, verbesserten sich jedoch nach der Rumänischen Revolution. Rumäniens Beitritt zur NATO im Jahr 2004 war ein bedeutender Schritt zur Festigung seiner Position als wichtiger Verbündeter der Vereinigten Staaten und der NATO. Im Jahr 2011 unterzeichneten die Vereinigten Staaten und Rumänien die Gemeinsame Erklärung zur strategischen Partnerschaft für das 21. Jahrhundert, in der Sektoren für eine verstärkte Zusammenarbeit identifiziert wurden.